# Sònia Franquet i Calvente
Sònia Franquet i Calvente (Ascó, 3 de juliol de 1980) és una tiradora de tir olímpic catalana. Participa en la disciplina de pistola de precisió.
És membre del club Tir Esportiu de Barcelona. L'any 2007 guanyà la medalla de bronze al Campionat d'Europa d'aire comprimit a la ciutat francesa de Deauville. També fou medalla de bronze a la Copa del Món de Bangkok 2007 en pistola d'aire de 10 metres.
Participà en els Jocs Olímpics d'Estiu de 2008 de Pequín on fou 14a en la categoria de 10 metres de pistola d'aire i 9a en la categoria de 25 metres de pistola esportiva. El 2009 guanyà la medalla d'or als Jocs del Mediterrani de 2009 a Pescara en pistola esportiva de 25 metres.